# Konstruktionsspiel
Konstruktionsspiele bilden nach der Systematik der Spielwissenschaft eine eigene Spielgattung, die sich dadurch kennzeichnet, dass spielerisch Elemente zusammengesetzt werden, die ein Produkt entstehen lassen. Konstruktionsspiele können physische Materialien nutzen, aber auch mit Wörtern, Sätzen, Zahlen oder in Gedankenspielen erfolgen.

## Spielsystematische Einordnung
Der Gattungsbegriff „Konstruktionspiele“ leitet sich ab aus dem Grundwort „Konstruieren“, was so viel bedeutet wie „herstellen“, „errichten“, „bauen“, „gestalten“. Es handelt sich um eine produktive und kreative Tätigkeit im Feld des Spielens, bei der etwas geschaffen wird, das es noch nicht gibt. Die Spieldidaktiker Siegbert A. Warwitz und Anita Rudolf ordnen sie spielsystematisch entsprechend als eine von 14 unterschiedlichen „Sinngebungen des Spiels“ ein. Die Konstruktionsspiele bilden neben anderen, wie etwa den Rollenspielen, Glücksspielen oder Wahrnehmungsspielen, eine isolierbare eigene Spielkategorie.

## Anforderungen
Konstruktionsspiele sind darauf ausgerichtet, ein selbst gesetztes oder von der Spielgemeinschaft gewünschtes Konstruktionsziel zu erreichen. Das kann im Einzelspiel, aber auch in Partnerschaften oder Gruppen erfolgen. Auf unterschiedlichem Anspruchsniveau faszinieren die Spielformen von den frühkindlichen Bastelspielen mit Bauklötzen, Knetmasse, Sand oder Steckmaterialien über die Computerspiele Jugendlicher bis zu den Reim- und Sprachkonstruktionen bei Partyspielen im Erwachsenenalter.

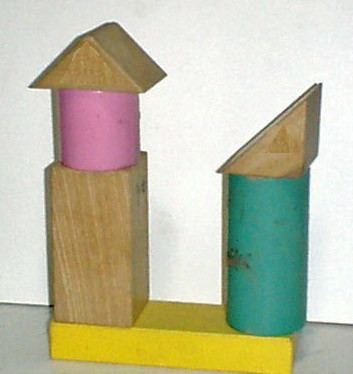
Gelungenes Konstruktionsspiel

Konstruktionsspiele verlangen schon vom Kind, dass es planend vorausschaut, die Materialien den Anforderungen gemäß erkennt, anordnet und gestaltet. Darüber hinaus muss es die notwendige Geduld aufbringen, so lange ausdauernd zu spielen, bis das Spielziel in greifbare Nähe rückt. Damit gilt für Konstruktionsspiele, dass sie geeignet sind, beim Kind die inneren Voraussetzungen für eine konstruktive, kreative und ausdauernde Arbeitseinstellung zu fördern. Dies gilt umso mehr, als die Konstruktionsideen, die Vorstellungen ihrer Umsetzung und die Gestaltung des Konstruktionsspiels vom Kind selbst ausgehen.
Die Anforderungen an die zum Erreichen der Zielsetzung notwendigen Spielhandlungen können von "gering" bis "hoch" variieren. Dementsprechend kann ein Konstruktionsspiel leicht gelingen oder auch misslingen. Es kann Erfolg und es kann Misserfolg haben – mit allen psychischen Begleiterscheinungen:
Im Fall der erfolgreichen Durchführung und Beendigung seines Konstruktionsspiels begleiten Glücksgefühl und Zufriedenheit die Erfahrung des Kindes, dass es selbst etwas zustande gebracht hat. Setzt es sein Spielziel aber zu hoch an und ist es den Anforderungen nicht gewachsen, kann das Erleben in Misserfolg, Unzufriedenheit, Verärgerung, Zorn und Deprimiertheit resultieren. Dann wird das Kind erstmals damit konfrontiert, dass es am eigenen und selbstgesetzten Leistungsstandard scheitert. Solche Erfahrungen können für das Kind überaus schmerzlich sein, insbesondere dann, wenn es sich wieder und wieder angestrengt hatte, ohne dass die geplante Konstruktion gelingt.
Dennoch ist das Erleben des Misslingens und die Erfahrung, ein Ziel nicht ohne weiteres zu erreichen, entwicklungspsychologisch wertvoll. Die selbst erzeugte Wirklichkeit (Misslingen eines Konstruktionsspiels) verlangt dem Kind Wege und Mittel ab, die beeinträchtigend erlebte Erfahrung zu bewältigen, das heißt, Bewältigungsstrategien gegenüber den negativen Folgen des Misslingens zu entwickeln. Sie können darin bestehen, die eigenen Anforderungen zu senken oder die Wiederholung des Konstruktionsversuchs erst einmal zu verschieben. Jedenfalls bleibt die wichtige Erfahrung, dass nicht immer alles wunschgemäß verläuft, obwohl es zunächst erhofft wurde.

## Spiel mit Materialien

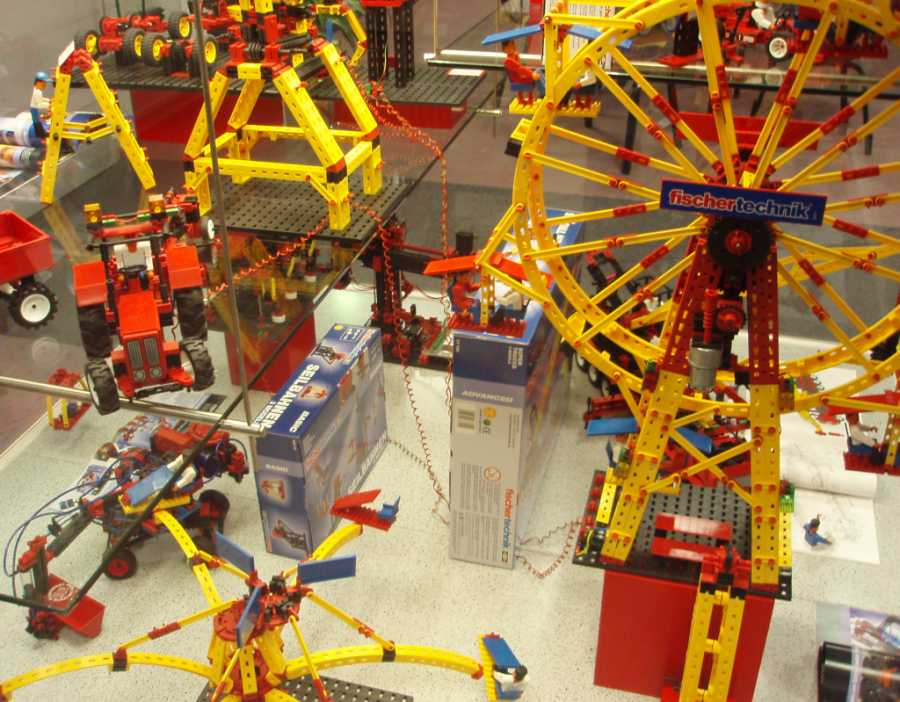
Konstruktionsspiel für Fortgeschrittene

Die Attraktivität verschiedener Materialien verändert sich mit dem Alter und der Interessenentwicklung. Dabei findet oft auch eine Verschiebung von einfachen Naturmaterialien zu immer komplizierteren, auch technisch präparierten Materialien und Konstruktionen statt. Zu den beliebtesten Materialspielen zählen z. B.:
- Sandspiele (ab dem 1. Lebensjahr oft nur Füllen und Leeren, später Backen und Bauen),
- Wasserspiele,
- Knetspiele,
- Steckspiele,
- (Baum)-Hütten-Spiele,
- Bauspiele wie Lego etc.

Zunächst ist der Weg das Ziel, doch die Freude am Endprodukt wird bei gelungenem Konstruktionsspiel verstärkt. Ab etwa drei Jahren spielen die Kinder oft nach einem Plan, indem sie zuerst das Produkt benennen und anschließend in Spielhandlungen umsetzen. Als ein in fast allen Kulturen vorkommendes Konstruktionsspiel ist der Hüttenbau zu nennen, was Entwicklungspsychologen auf das Bedürfnis nach Geborgenheit, Schutz und Rückzugsmöglichkeiten zurückführen.

## Die spielpädagogische Bedeutung
Den Konstruktionsspielen kommt nach Warwitz/Rudolf wegen ihres kreativen Charakters eine herausgehobene Stellung unter den Spielformen zu. Sie gelten wegen ihrer hohen Attraktivität, ihres Anforderungsprofils und der Ganzheitlichkeit der Spielvorgänge als pädagogisch besonders wertvoll:
Der ganzheitliche Charakter ergibt sich dadurch, dass nicht nur der Umgang mit dem fertigen Spielgerät und vorgegebene Regeln das Spielgeschehen bestimmen, sondern Spielzeug, Verwendungszweck und Spielgestaltung von den Spielenden selbst erst nach den eigenen Vorstellungen erschaffen und in eine Einheit zusammengeführt werden müssen. Das selbst gefertigte Spielzeug aus einer Bananenstaude, Kronkorken und Rindenstreifen ist origineller als ein buntes Fahrzeug aus dem Handel. Die funktionierende Strickleiter gewährt den einzigen Zugang in das geheime Baumhaus in Gezweig und Blätterschutz. Der Windvogel steigt und fliegt und kämpft nur, wenn er richtig konstruiert wurde. Daran können sich „Fehden“, „Bandenkriege“ oder Wettkämpfe in einem komplexen Spielumfeld anschließen. Wie schon der Kinderbuchautor Michael Ende in seinem Erfolgsroman „Momo“ eindrucksvoll darstellte, hinterlässt das kreative Konstruktionsspiel im Entwicklungsprozess nachhaltigere Spuren als das rein konsumptive Spiel mit vorgefertigtem Industrie-Spielzeug.